# Stomiopeltis myricae
Stomiopeltis myricae är en svampart som tillhör divisionen sporsäcksvampar och som beskrevs av Kerstin Holm (mykolog) och Lennart Holm (mykolog). 
Stomiopeltis myricae ingår i släktet Stomiopeltis och familjen Micropeltidaceae. Arten är reproducerande i Sverige.